# Gippsland Falcons Soccer Club
Il Gippsland Falcons Soccer Club è stata una società calcistica australiana con sede nella città di Morwell, fondato nei primi anni sessanta.
Ha assunto anche altri nomi oltre a questo (Morwell Falcons e Eestern Pride)

## Palmarès
- Victorian Champions 1984, 1989
- Dockerty Cup winners 1994